# 羅馬尼亞地理
羅馬尼亞位於巴爾幹半島東北部，國土面積238,400平方公里，是歐洲面積第十二大國家，與摩爾多瓦、烏克蘭、保加利亞、塞爾維亞及匈牙利接壤。羅馬尼亞臨黑海，並擁有245公里長的海岸線。羅馬尼亞可分為多布羅加、摩爾達維亞、瓦拉幾亞、外西凡尼亞四大地區，國土的大多數地區是山地。

## 傳統分區

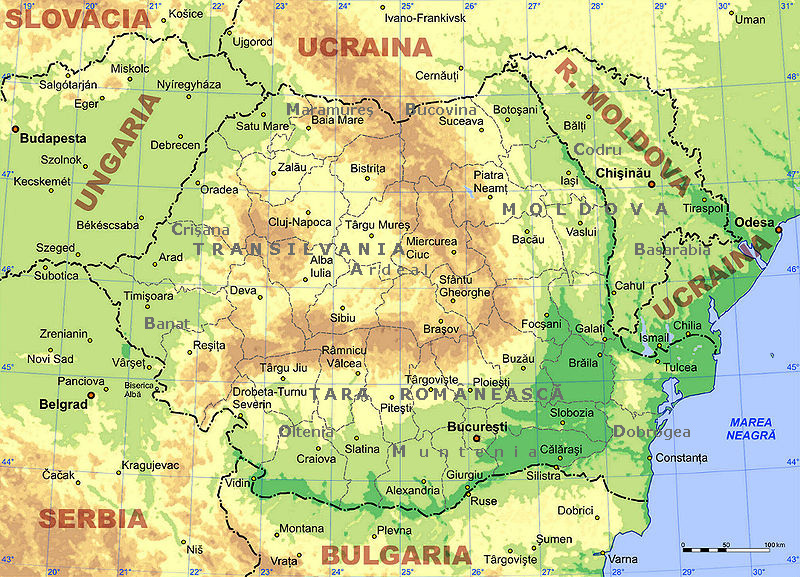
本圖顯示了羅馬尼亞的地形與行政區劃，以及用灰字表示的傳統地理分界(Țara Românească代表瓦拉幾亞).

羅馬尼亞傳統上可分為多布羅加、摩爾達維亞、瓦拉幾亞與外西凡尼亞四大地區。
多布羅加位於東南部，包含北起多瑙河三角洲，南至保加利亞的黑海沿岸地區，其最南端目前為保加利亞所有。
摩爾達維亞位於東北部，西起喀爾巴阡山東部，東至與摩爾多瓦及烏克蘭交界的普魯特河。歷史上，摩爾達維亞曾經包含比薩拉比亞與德涅斯特河沿岸，而比薩拉比亞包含今日除德涅斯特河沿岸以外的摩爾多瓦全境，以及烏克蘭的敖得薩州。
瓦拉幾亞位於南部，包含被稱為「大瓦拉幾亞」的蒙特尼亞，以及位於西南部，被稱為「小瓦拉幾亞」的奧爾特尼亞。北起外西凡阿爾卑斯山，南至保加利亞國境，而東部則以多瑙河作為與多布羅加的天然邊界。
外西凡尼亞位於西北部，西鄰匈牙利，北接烏克蘭，東方與南方分別被喀爾巴阡山與外西凡阿爾卑斯山以「ゝ」字型包圍。羅馬尼亞的少數民族，如匈牙利人、德意志人與塞爾維亞人多居住於此。

## 行政區劃
羅馬尼亞分為八個大區，下轄四十一縣，以及獨立於八大區外的布加勒斯特直轄市。

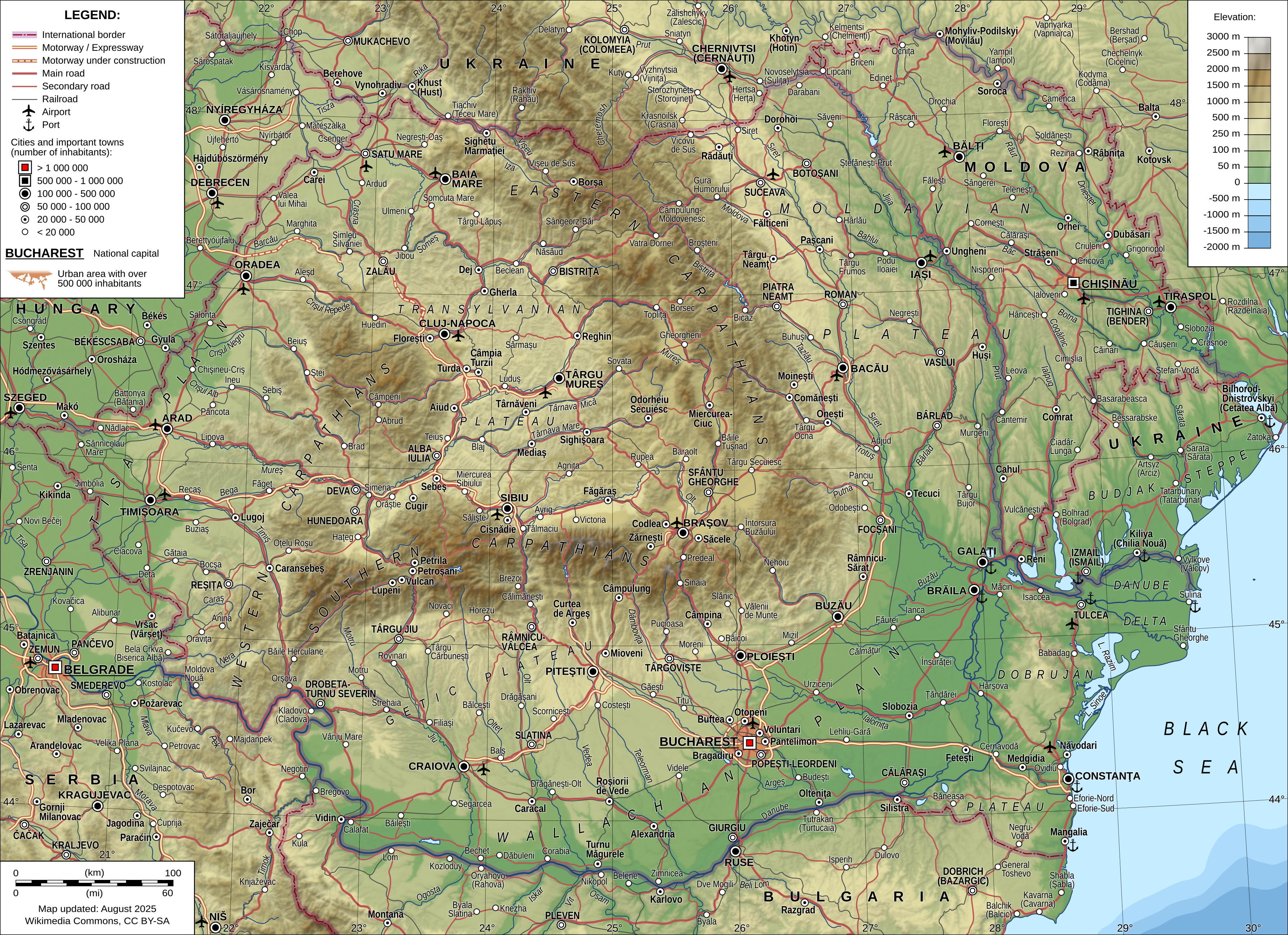
羅馬尼亞地圖

## 地形
羅馬尼亞的自然地景大概能分為三個面積百分比相近區域：山地(占23%)、平原(占39%)和丘陵(占35%)。
弧形的喀爾巴阡山脈在羅馬尼亞中部綿延超過一千公里，並覆蓋了大約七萬一千平方公里的國土面積。這些山脈大多數僅有中低海拔，覆蓋寬度也不超過一百公里；山谷在其中縱橫交錯，主要河流亦穿越此地，使得喀爾巴阡山脈在羅馬尼亞，不像其它歐陸山脈一樣成為交通阻礙。羅馬尼亞山地的另一項特點是擁有許多侵蝕過後的高原，甚至在超過海拔一千二百公尺處仍有定居點。
喀爾巴阡山脈在羅馬尼亞也能分成三個部分；東喀爾巴阡山、南喀爾巴阡山(又稱為外西凡阿爾卑斯山)以及西羅馬尼亞喀爾巴阡山，而三個部分皆有其特色。

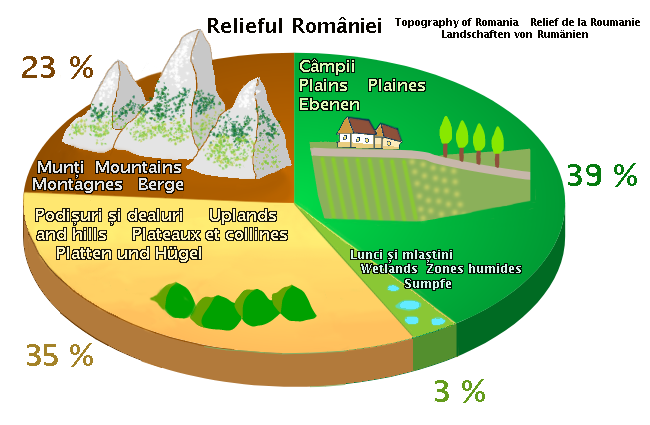
羅馬尼亞地形比例圖表，其中可以看出山地與丘陵占了國土近六成。

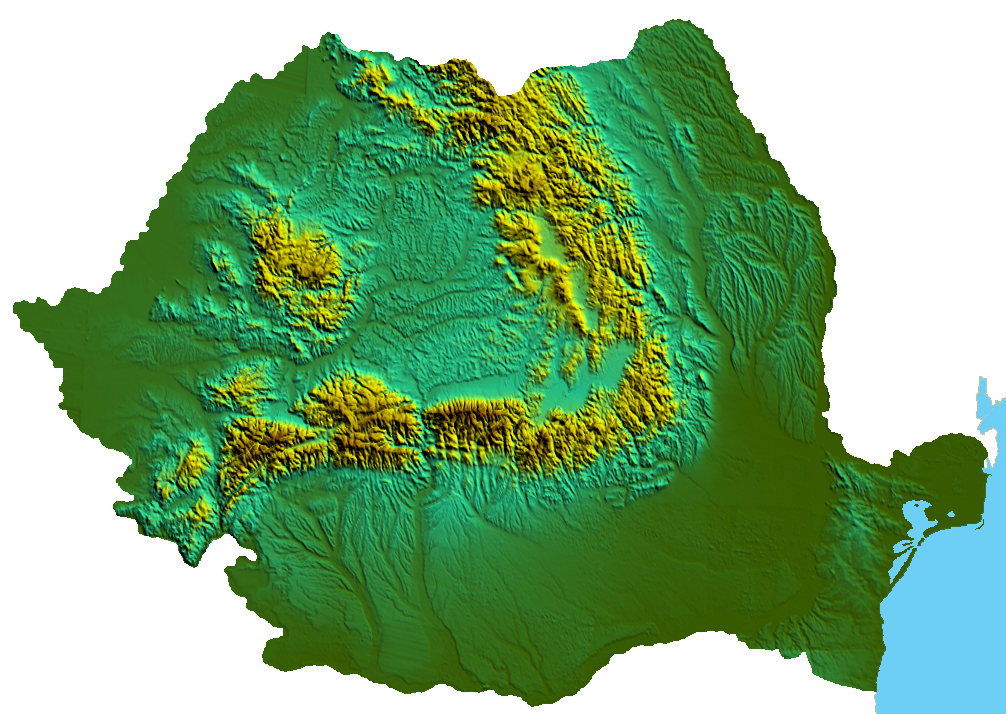
羅馬尼亞地形的分層設色圖

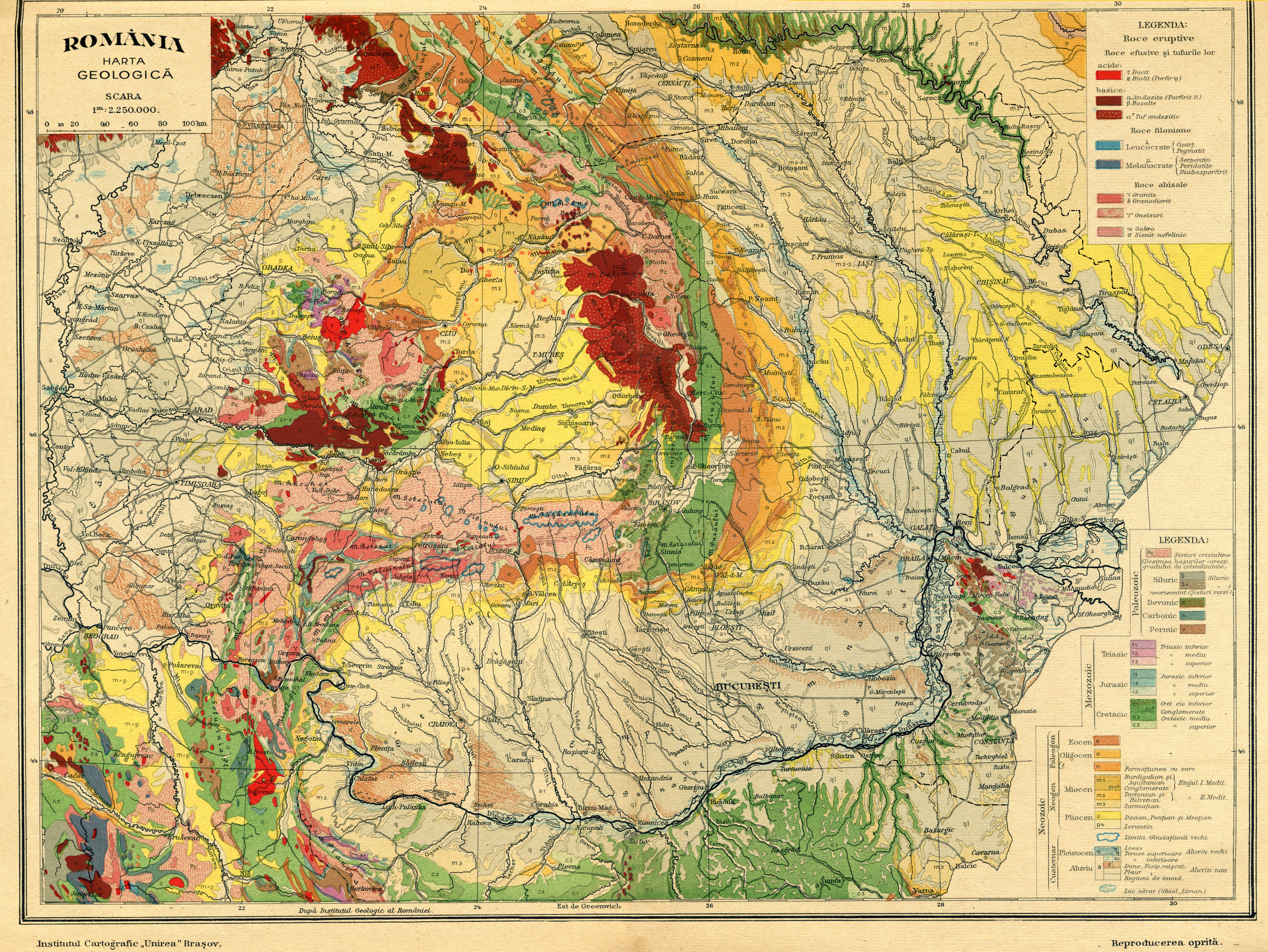
羅馬尼亞及其鄰近地區的地質

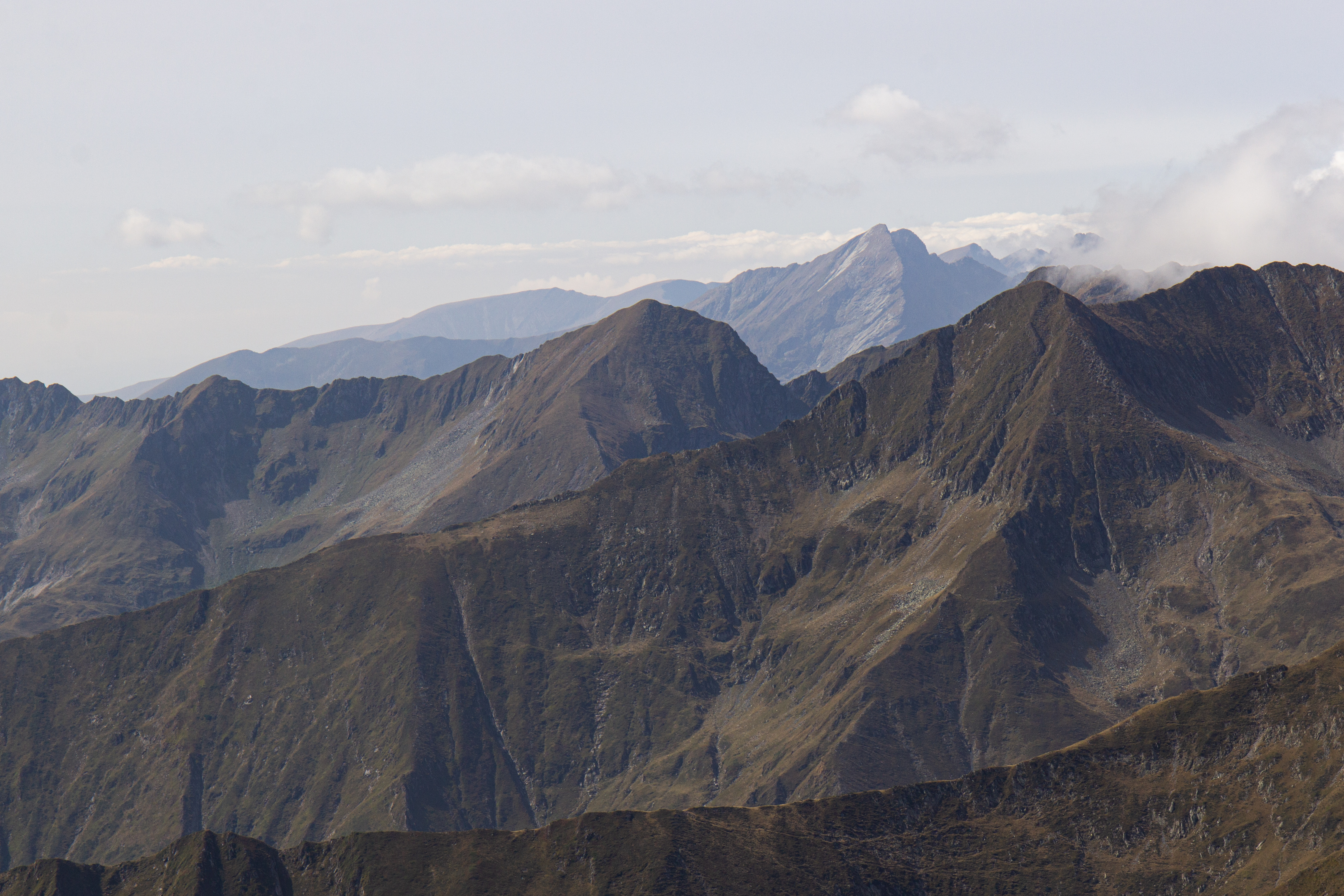
弗格拉什附近的山脈